# Zeev Sternhell
Zeev Sternhell (Przemyśl, 10 de abril de 1935-Jerusalén, 21 de junio de 2020) fue un intelectual e historiador israelí que luchó por la paz en Palestina. En opinión de Roger Griffin fue una de las mayores autoridades mundiales sobre el tema del fascismo. Sternhell dirigió el Departamento de Ciencias políticas de la Universidad Hebrea de Jerusalén y colaboró en  el periódico Haaretz. Sternhell recibió el Premio Israel para las Ciencias Políticas en 2008.

## Biografía
Zeev Sternhell nació en Przemyśl, Polonia en una familia judía con inclinación sionista. Su abuelo y padre eran comerciantes textiles. Cuando tras el Pacto Germano-Soviético (1939) la Unión Soviética ocupó Polonia oriental, soldados rusos ocuparon parte de su casa. Su padre murió de causas naturales. Pocos meses después de la Operación Barbarroja (1941, ataque alemán a la Unión Soviética, que incluía el control total de Polonia por la Alemania nazi) su familia fue enviada al gueto. Su madre y hermana mayor, Ada, fueron ejecutadas cuando él tenía siete años. Un tío suyo que poseía un permiso para trabajar fuera del gueto le llevó subrepticiamente a Leópolis, y encontró un funcionario polaco que estuvo dispuesto a ayudarles. Provistos de documentación aria falsificada, Stenhell, su tío y primo vivieron como polacos católicos. Tras la guerra, fue bautizado, tomando el nombre polaco de Zbigniew Orolski. Se hizo monaguillo de la catedral de Cracovia. En 1946, con once años, Sternhell fue evacuado a Francia en un tren de niños de la Cruz Roja. Allí vivió con una tía. Aprendió francés y fue admitido en una escuela de Aviñón a pesar de la dura competencia.
En el invierno de 1951, con dieciséis años, Sternhell emigró a Israel bajo los auspicios de la Aliyá Juvenil, y fue enviado a la ciudad de la juventud de Magdiel. En los años 1950, Sternhell sirvió como comandante de pelotón en la brigada de infantería Golani. Combatió como reservista en la Guerra de los Seis Días, la guerra de Yom Kipur y la guerra del Líbano.
Entre 1957-1960 estudió historia y ciencia política en la Universidad Hebrea de Jerusalén, donde se graduó cum laude. En 1969, obtuvo el doctorado del Institut d'Études Politiques de Paris por su tesis titulada Las ideas sociales y políticas de Maurice Barrès. 
En septiembre de 2008, Sternhell fue objeto de un atentado que, según sospecha la policía israelí, fue perpetrado por extremistas judíos, por causa de su postura contraria a la ocupación de los territorios palestinos.
Vivía en Jerusalén con su esposa Ziva, historiadora del arte. Murió a los ochenta y cinco años en  Jerusalén el 21 de junio de 2020 a causa de complicaciones tras una cirugía.

## Carrera académica
En 1976, Sternhell llegó a ser coeditor de The Jerusalem Quarterly, donde siguió publicando hasta 1990. En 1981, ocupó una plaza de profesor de ciencia política en la Universidad Hebrea de Jerusalén. En 1989, fue elegido para la cátedra Léon Blum de Ciencia Política de la misma universidad y nombrado miembro del consejo editorial de History and Memory. En 1991, el gobierno francés le concedió la distinción de "Chevalier de l'Ordre des Arts et des Lettres" por su contribución a la cultura francesa. En 1996, fue nombrado miembro del consejo editorial del Journal of Political Ideologies.

## Postura política
Sternhell fue un constante partidario de la paz en Israel, y se declaró como un sionista militante. Criticó en sus artículos de prensa la ocupación israelí de los territorios palestinos y la política de Israel hacia ellos. En su obra Los mitos fundadores de Israel (publicada en hebreo en 1995) Sternhell afirma que la principal justificación moral que el sionismo dio a la fundación del Estado de Israel en 1948 fue el derecho histórico de los judíos a la tierra. En el epílogo, escribió lo siguiente:

De hecho, desde el comienzo, un sentido de urgencia dio a los primeros sionistas la profunda convicción de que la tarea de reconquistar el país tenía una base moral sólida. El argumento del derecho histórico de los judíos a la tierra fue meramente un asunto político y de propaganda. A la vista de la catastrófica situación de los judíos a comienzos de siglo, el uso de este argumento se justificó por todos los medios, y fue entre todos el más legitimado a causa de la amenaza de muerte que pendía sobre los judíos. Los derechos históricos fueron invocados para servir a la necesidad de encontrar un refugio.

Sternhell argumenta que tras la Guerra de los Seis Días de 1967, la amenaza sobre los judíos desapareció, lo que cambió la base moral para retener las conquistas:

Ningún líder fue capaz de decir que la conquista de la Ribera Occidental [Cisjordania] carecía de la base moral de la primera mitad del siglo XX, nominalmente por las circunstancias of distress en las que se fundó Israel. Un pueblo mucho más perseguido necesitaba y merecía no sólo un shelter, sino también un estado propio. [...] Whereas the conquests of 1949 were an essential condition for the founding of Israel, the attempt to retain the conquests of 1967 had a strong flavor of imperial expansion.

## Obras
- "Fascist Ideology", Fascism, A Reader's Guide, Analyses, Interpretations, Bibliography, edited by Walter Laqueur, University of California Press, Berkeley, 1976. pp 315–376.
- Neither Right nor Left: Fascist Ideology in France, Princeton Univ. Press, California ISBN 0-691-00629-6
- The Birth of Fascist Ideology, with Mario Sznajder and Maia Asheri, published by Princeton University Press, 1989, 1994 (ISBN 0-691-03289-0) (ISBN 0-691-04486-4)
- The Founding Myths of Israel: Nationalism, Socialism, and the Making of the Jewish State Princeton Univ. Press, 1999 (ISBN 0-691-00967-8; e-book ISBN 1-4008-0770-0) (abstract)
- Maurice Barrès et le nationalisme français ("Maurice Barrès and French nationalism") – Brüssel : Editions Complexe, 1985